# العلاقات الإسبانية الناميبية
العلاقات الإسبانية الناميبية هي العلاقات الثنائية التي تجمع بين إسبانيا وناميبيا.

## مقارنة بين البلدين
هذه مقارنة عامة ومرجعية للدولتين:
| وجه المقارنة                                              | إسبانيا                                                                             | ناميبيا      |
| --------------------------------------------------------- | ----------------------------------------------------------------------------------- | ------------ |
| المساحة (كم2)                                             | 505.99 ألف                                                                          | 825.62 ألف   |
| عدد السكان (نسمة)                                         | 46.73 مليون                                                                         | 2.53 مليون   |
| الكثافة السكانية (ن./كم²)                                 | 92.35                                                                               | 3.06         |
| العاصمة                                                   | مدريد                                                                               | ويندهوك      |
| اللغة الرسمية                                             | اللغة الإسبانية، اللغة الغاليسية، لغة بشكنشية، اللغة الكتالونية، اللغة الأوكسيتانية | لغة إنجليزية |
| العملة                                                    | يورو، بيزيتا إسبانية                                                                | دولار ناميبي |
| الناتج المحلي الإجمالي (بليون دولار)                      | 1.31 تريليون                                                                        | 13.24 مليار  |
| الناتج المحلي الإجمالي (تعادل القوة الشرائية) بليون دولار | 1.77 تريليون                                                                        | 25.60 مليار  |
| الناتج المحلي الإجمالي الاسمي للفرد دولار أمريكي          | 28.16 ألف                                                                           | 4.67 ألف     |
| الناتج المحلي الإجمالي للفرد دولار أمريكي                 | 38.00 ألف                                                                           | 9.96 ألف     |
| مؤشر التنمية البشرية                                      | 0.876                                                                               | 0.628        |
| رمز المكالمات الدولي                                      | +34                                                                                 | +264         |
| رمز الإنترنت                                              | .es                                                                                 | .na          |
| المنطقة الزمنية                                           | ت ع م+01:00، ت ع م+02:00                                                            | ت ع م+02:00  |

## منظمات دولية مشتركة
يشترك البلدان في عضوية مجموعة من المنظمات الدولية، منها:
| علم المنظمة | اسم المنظمة                        | تاريخ انضمام إسبانيا | تاريخ انضمام ناميبيا |
| ----------- | ---------------------------------- | -------------------- | -------------------- |
|             | يونسكو                             | 30 يناير 1953        | 2 نوفمبر 1978        |
|             | وكالة ضمان الاستثمار متعدد الأطراف | 29 أبريل 1988        | 25 سبتمبر 1990       |
|             | الأمم المتحدة                      | 14 ديسمبر 1955       | 23 أبريل 1990        |
|             | الاتحاد البريدي العالمي            | ?                    | ?                    |
|             | البنك الدولي للإنشاء والتعمير      | 15 سبتمبر 1958       | 25 سبتمبر 1990       |
|             | الاتحاد الدولي للاتصالات           | 1866                 | 25 يناير 1984        |
|             | منظمة حظر الأسلحة الكيميائية       | ?                    | ?                    |
|             | مؤسسة التمويل الدولية              | 24 مارس 1960         | 25 سبتمبر 1990       |
|             | منظمة التجارة العالمية             | ?                    | ?                    |
|             | منظمة الشرطة الجنائية الدولية      | ?                    | ?                    |
|             | البنك الإفريقي للتنمية             | ?                    | ?                    |

## وصلات خارجية
- موقع وزارة الخارجية الإسبانية